# Copris gazellarum
Copris gazellarum är en skalbaggsart som beskrevs av Gillet 1918. Copris gazellarum ingår i släktet Copris och familjen bladhorningar. Inga underarter finns listade i Catalogue of Life.